# Murlidhar Chandrakant Bhandare
Murlidhar Chandrakant Bhandare (ur. 10 grudnia 1928 w Bombaju, zm. 15 czerwca 2024) – indyjski polityk, gubernator stanu Orisa od sierpnia 2007 do marca 2013.
Członek Indyjskiego Kongresu Narodowego. Były deputowany do Rajya Sabhy, izby wyższej indyjskiego parlamentu. Na stanowisko gubernatora Orisy został powołany 19 sierpnia 2007. Ceremonia jego zaprzysiężenia odbyła się 21 sierpnia. Urzędował do 9 marca 2013, kiedy to zastąpił go S. C. Jamir.